# Ветерник (планина)
Ветерник (алб. Verternik) је планина на Косову и Метохији. То је 2.410 метара висок врх и чини део Проклетија. Налази се у близини Копривника, планине више од Ветерника, али се такође налази у истом ланцу. Ветерник се донекле разликује од остатка Проклетија и више личи на албански део ланца. То је зато што су Ветерникове падине стрме и што је кречњак изложен.